# Trimethylolpropaan
Trimethylolpropaan (TMP) is een driewaardig alcohol. Bij kamertemperatuur is het een witte vaste stof. Boven 58 °C smelt het en is het een kleurloze vloeistof. Het is goed oplosbaar in water en in organische oplosmiddelen. Het is een belangrijk tussenproduct in de chemische industrie, vooral in de productie van kunstharsen.

## Synthese
TMP kan geproduceerd worden door de reactie in water van n-butyraldehyde met formaldehyde in aanwezigheid van een alkalisch condenseermiddel, doorgaans natriumhydroxide. De reactie kan beschreven worden als een tweevoudige aldol-reactie, waarbij 2,2-bis(hydroxymethyl)butanal gevormd wordt. Dit laatste product reageert vervolgens in een Cannizzaro-reactie nogmaals met formaldehyde waarbij de uiteindelijke reactieproducten ontstaan.

## Toepassingen
Trimethylolpropaan kan gebruikt worden voor de productie van polyurethaanschuimen. Meervoudige esters van TMP, zoals trimethylolpropaantrimethacrylaat of trimethylolpropaantriacrylaat, kunnen in polymerisatiereacties ingezet worden om driedimensionale polymeerstructuren te vormen (crosslinking).
Esters van TMP met verzadigde alifatische carbonzuren zijn geschikt voor synthetische smeermiddelen.
Trimethylolpropaan wordt ook gebruikt bij de productie van alkydharsen, lakken, verven, kleefstoffen, pigmenten en kleurstoffen.

## Toxicologie en veiligheid
Trimethylolpropaan is weinig vluchtig. Het is stabiel in zowel neutrale als zure of basische oplossing. Het is ingedeeld als reprotoxisch; H361fd (wordt ervan verdacht de vruchtbaarheid en het ongeboren kind te schaden). Het is niet gemakkelijk biologisch afbreekbaar, maar heeft een laag potentieel voor bioaccumulatie.